# Inventar sakralnih predmeta u crkvi staroj župnoj crkvi Uznesenja BDM u Kreševu i Katunima
Inventar iz stare župne crkve Uznesenja BDM, rimokatoličke crkve na granici sela Kreševa i Katuna, u župi Radobilji. Zaštićeno je kulturno dobro.

## Opis dobra
Inventar crkve obuhvaća 95 umjetnina nastalih u periodu od 15. – 20. st. U crkvi su 3 mramorna barokna oltara s kipovima. Na zidu lađe nalazi se slika Filippa Naldija „Posljednji sud“ iz 1759., uz nju se u crkvi nalaze još i slike: sv. Ivan Nepomuk 19.st., Srce Isusovo i Srce Marijino Giovannia Battista Filipi iz Verone, 1857.g. U crkvi se nalaze još 4 kipa: Gospa od Ružarija, sv. Josip, sv. Ivan Krstitelj, Gospa od Zdravlja. Crkva je bogato opremljena liturgijskim predmetima među kojima se ističe dio gotičkog kaleža, barokni kaleži i piksida iz 16/17 st., raspelo, moćnik, pacifikal iz 18/19. st. U crkvi se čuvaju i brojni zavjetni darovi kao i nekoliko arheoloških ulomaka. To su ujedno i najvrjednije umjetnina u ovoj crkvi.

## Zaštita
Pod oznakom Z-6646 zaveden je kao pokretno kulturno dobro - zbirka, pravna statusa preventivno zaštićena kulturnog dobra, klasificirano kao sakralni/religijski predmeti. Crkva je zaštićeno kulturno dobro.